# Лига Европа
Лига Европа на УЕФА (на английски: UEFA Europa League) е годишно футболно клубно състезание, организирано от Съюза на европейските футболни асоциации УЕФА за отговарящи на условията европейски футболни клубове. Това е второстепенното състезание на европейския клубен футбол, което се нарежда под Шампионската лига и над Конферентната лига на УЕФА, което е състезание от трето ниво.
Предшествениците на турнира са Купата на панаирните градове, Купата на Носителите на Купи, турнирът Интертото и Купата на УЕФА. Лига Европа се смята за втория най-престижен европейски клубен футболен турнир след Шампионската лига.
Отборът на Севиля е рекордьор на турнира със 7 спечелени титли, а най-много мачове и точки има Интер.

## История
Първият турнир за Купата на панаирните градове е проведен от 1955 до 1958 година. В него са имали право да участват отбори от градове, в който се провеждат търговски панаири. Градове с повече от един футболен отбор са имали правото или да изберат свой представител или да участват с представителен сборен отбор (като например Лондон XI). Вторият турнир се провежда от 1958 до 1960 година. Оттогава до 1971 г. турнирът се провежда веднъж годишно.
С течение на времето все повече клубни отбори и все по-малко представителни сборни отбори взимат участие. Около средата на 60-те години в турнира могат да взимат участие само клубни отбори, като най-често това са завършилите на второ място в местните първенства. Все още обаче важи правилото за участие на само по един отбор от всеки европейски град.
Връзката с панаирните градове се изгубва през 1971, когато турнирът е поет от УЕФА и е прекръстен на Купа на УЕФА. Тотнъм Хотспър е първият клуб, носител на новата купа. Правилото за участие на по един отбор от всеки град отпада през 1975 след като отборите на Евертън и Ливърпул успяват да си извоюват правото на участие. Евертън подава жалба в УЕФА срещу забраната му да участва, която е одобрена – с което се отменя и правилото.
В турнира традиционно взимат участие отборите, завършили като подгласници на шампионите в местните първенства, но от 1999, след сливането на турнира с Купата на носителите на национални купи участие в турнира задължително взимат и носителите на местните национални купи.
Преди сезон 2009/10, турнирът за Купата на УЕФА се слива с турнира УЕФА Интертото и новия формат носи името УЕФА Лига Европа.
Основната промяна в Лига Европа е, че груповият етап е с 12 групи от по 4 отбора, които играят на принципа „всеки-срещу-всеки“ при разменено домакинство.

## Формат

### Квалификация
Квалификацията за състезанието се основава на таблицата с коефициентите на УЕФА, като отборите от по-високо класираните държави започват от по-високи кръгове. Но в действителност всяка асоциация има стандартен брой квасиращи се отбори – три клуба, с изключение на страните, класирани от 7-ма до 9-та, които са имали четирима представители през сезон 2009-2015, страните от 52-ро до 53-то място, всяка от които има два клуба, и страната на последното, 54-то място, която заедно с Лихтенщайн делегира по един клуб. Представянето на една от асоциациите с ранг 1-3 в таблицата с коефициентите на УЕФА може да се увеличи до 4 отбора в ситуация, при която и двата победителя в Еврокупите от предишния сезон, представляващи тази асоциация, влизат в Шампионската лига, но не се класират за Еврокупите чрез националните състезания на тази асоциация, което води до промоция на 4-ия отбор от шампионата на тази асоциация до груповия етап на УЕФА Лига Европа от УЕФА Шампионска лига (но за първите 4 държави общата квота не може да надвишава 7 отбори, без да се броят отборите, избрани от класацията за честна игра). По правило класиране за Лига Европа на УЕФА получават клубове, които са заели места във вътрешното първенство след отборите, класирали се за Шампионската лига на УЕФА, и носителите на вътрешни купи. В някои страни носителите на националните купи на лигата получават участие в Лига Европа, например Англия и Франция.
Възможно е да има ситуации, когато един отбор има право да участва в два турнира наведнъж – в УЕФА Шампионска лига и УЕФА Лига Европа, например, когато клубът спечели „златния дубъл“ във вътрешното първенство. В такива случаи приоритет се дава на участие в Шампионската лига на УЕФА. Ако клубът спечели националното първенство и купата, тогава от сезон 2015/2016 всички места в Лига Европа на УЕФА се разпределят между отборите, заели места във вътрешното първенство след отборите, класирали се за Шампионската лига на УЕФА.
В последно време клубове, които отпадат в третия квалификационен кръг и плейофния кръг на Шампионската лига на УЕФА, както и завършили на трето място в своите групи, се присъединяват към УЕФА Лига Европа на различни етапи.

### Текущ формат
От сезон 2009/10 турнирът е преименуван на УЕФА Лига Европа в опит да разшири турнира. Мачовете от Лига Европа на УЕФА се играят в четвъртък през седмиците на мачовете в Шампионската лига и в сряда и четвъртък през седмиците без мачове в Шампионската лига. В зависимост от мястото на мача, той започва в 19:00 или 21:05 ч. европейско време. Форматът на жребия е както следва:
- В груповия етап има 12 групи от по четири отбора. Всеки клуб играе по три срещи у дома и като гост, а класиралите се на първо и второ място се класират за 1/16-финалите.
- Десетте отбора, които не успяват да преминат през 4-ия квалификационен кръг (плейоф) на УЕФА Шампионска лига, влизат директно в груповата фаза на Лига Европа. Освен това, считано от сезон 2012/13, носителите на националната купа на първите 6 асоциации според класацията на УЕФА започват от груповата фаза, а от сезон 2015/16 г. – 12, заедно с 4 отбора, по един от всяка от първите четири асоциации, които първи се класират за Лига Европа чрез националното си първенство.
- Преди груповия етап се провеждат четири квалификационни кръга, като броят на титулярите във всеки от тях се променя от 2009 г. насам, два пъти през 2012 г. и 2015 г., съгласно регламента на УЕФА за турнира за следващия тригодишен цикъл. Четвъртият квалификационен кръг (плейоф) добавя 15 отбора, които не са успели да преминат през 3-тия квалификационен кръг на УЕФА Шампионска лига.
- Започвайки от сезон 2015/16, 22-мата победители от плейофния кръг преминават към груповия етап.
- На 1/16-финалите попадат двата най-добри отбора от 12 групи, както и осемте клуба, които завършат трети в съответните групи на Шампионската лига на УЕФА. С директни елиминации 16-те спечелили отбора се класират за 1/8-финалите, след което се провеждат четвъртфиналите и полуфиналите в два мача при разменено гостуване.
- Финалът се състои от един двубой, който се играе на неутрален стадион в сряда от 20:45 ч. европейско време.

#### Разпределение от 2021–22 до 2023–24 г.
На 21 март 2021 г. УЕФА създава трето европейско състезание за клубните отбори Лига на конференциите, което служи за по-диференцирано разпределяне на отборите според класата им. С него се дава по-голям шанс на отборите с по-нисък ранг да се състезават за престижни клубни отличия. УЕФА регламентира с документ реда за квалификация на отборите между трите турнира: Лига на конференциите, Лига Европа и Шампионска лига. Мнозинството от бившите участници в Лига Европа вече участват единствено в Лигата на конференциите и самата Лига Европа има значително намален формат, който се съсредоточава основно около нейния групов етап. Освен това има предварителен елиминационен кръг преди същинския етап на елиминациите, което позволява на отборите, класирани на трето място в груповия етап на Шампионската лига, да попаднат в Лига Европа, като същевременно се запази самият етап на елиминациите само с общо 16 отбора.
|                                              |                                              | Отбори, директно включени в този кръг | Отбори, продължаващи напред от предишния кръг                                                           | Отбори, прехвърлени от Шампионската лига |
| -------------------------------------------- | -------------------------------------------- | --- | --- | --- |
| Трети квалификационен кръг                   | Шампиони (10 отбора)                         | | | - 10 загубили от втория квалификационен кръг на Шампионската лига за шампиони                                                                                   |
| Трети квалификационен кръг                   | Нешампиони (6 отбора)                        | - 3 носители на национални купи от асоциациите на 13–15 място | | - 3-ма загубили от втория квалификационен кръг на Шампионската лига за нешампиони                                                                               |
| Плейофен кръг (20 отбора)                    | Плейофен кръг (20 отбора)                    | - 6 носители на национални купи от асоциациите на 7–12 място | - 5 победители от квалификационен кръг за шампиони - 3 победители от квалификационен кръг за нешампиони | - 6 загубили от третия квалификационен кръг на Шампионската лига за шампиони                                                                                    |
| Групов етап (32 отбора)                      | Групов етап (32 отбора)                      | - Шампион на Лигата на конференциите (започвайки със сезон 2022–23) - 6 носители на национални купи от асоциациите на 1–6 място - 1 отбор на четвърто място във вътрешната лига от асоциацията на 5 място - 4 отбора на пето място във вътрешната лига от асоциациите на 1–4 място | - 10 победители от плейофния кръг                                                                       | - 4 загубили от плейофния кръг на Шампионската лига за шампиони - 6 загубили от третия квалификационен кръг на Шампионската лига и плейофния кръг за нешампиони |
| Предварителен елиминационен кръг (16 отбора) | Предварителен елиминационен кръг (16 отбора) | | - 8 втори отбора в групите от груповия етап                                                             | - 8 трети отбора от груповия етап на Шампионската лига |
| Елиминационен етап (16 отбора)               | Елиминационен етап (16 отбора)               | | - 8 победители в групите от груповия етап - 8 победители от предварителния елиминационен кръг           | |

## Класиране по титли
| Отбор                  | Брой титли | Година                                   | Финалист         |
| ---------------------- | ---------- | ---------------------------------------- | ---------------- |
| Севиля                 | 7          | 2006, 2007, 2014, 2015, 2016, 2020, 2023 | -                |
| Интер                  | 3          | 1991, 1994, 1998                         | 1997, 2020       |
| Ювентус                | 3          | 1977, 1990, 1993                         | 1995             |
| Ливърпул               | 3          | 1973, 1976, 2001                         | 2016             |
| Тотнъм Хотспър         | 3          | 1972, 1984, 2025                         | 1974             |
| Атлетико Мадрид        | 3          | 2010, 2012, 2018                         | -                |
| Борусия Мьонхенгладбах | 2          | 1975, 1979                               | 1973, 1980       |
| Реал Мадрид            | 2          | 1985, 1986                               | -                |
| Гьотеборг              | 2          | 1982, 1987                               | -                |
| Парма                  | 2          | 1995, 1999                               | -                |
| Фейенорд               | 2          | 1974, 2002                               | -                |
| Порто                  | 2          | 2003, 2011                               | -                |
| Челси                  | 2          | 2013, 2019                               | -                |
| Айнтрахт Франкфурт     | 2          | 1980, 2022                               | -                |
| Манчестър Юнайтед      | 1          | 2017                                     | 2021, 2025       |
| Андерлехт              | 1          | 1983                                     | 1984             |
| Аякс                   | 1          | 1992                                     | 2017             |
| Байер Леверкузен       | 1          | 1988                                     | 2024             |
| ПСВ Айндховен          | 1          | 1978                                     | -                |
| Ипсуич Таун            | 1          | 1981                                     | -                |
| Наполи                 | 1          | 1989                                     | -                |
| Байерн Мюнхен          | 1          | 1996                                     | -                |
| Шалке 04               | 1          | 1997                                     | -                |
| Галатасарай            | 1          | 2000                                     | -                |
| Валенсия               | 1          | 2004                                     | -                |
| ЦСКА Москва            | 1          | 2005                                     | -                |
| Зенит Санкт Петербург  | 1          | 2008                                     | -                |
| Шахтьор Донецк         | 1          | 2009                                     | -                |
| Виляреал               | 1          | 2021                                     | -                |
| Аталанта               | 1          | 2024                                     | -                |
| Бенфика                | -          | -                                        | 1983, 2013, 2014 |
| Олимпик Марсилия       | -          | -                                        | 1999, 2004, 2018 |
| Атлетик Билбао         | -          | -                                        | 1977, 2012       |
| Борусия Дортмунд       | -          | -                                        | 1993, 2002       |
| Еспаньол               | -          | -                                        | 1988, 2007       |
| Арсенал                | -          | -                                        | 2000, 2019       |
| Рейнджърс              | -          | -                                        | 2008, 2022       |
| Рома                   | -          | -                                        | 1991, 2023       |

До края на сезон 2023/24 г. 25 отбора имат по 1 загубен финал.

## Финали за Лига Европа
| Година       | Победител              | Финалист               | Резултат          | Стадион                              |
| ------------ | ---------------------- | ---------------------- | ----------------- | ------------------------------------ |
| Купа на УЕФА |                        |                        |                   |                                      |
| 1971/72      | Тотнъм Хотспър         | Улвърхемптън           | 2:1 и 1:1         |                                      |
| 1972/73      | Ливърпул               | Борусия Мьонхенгладбах | 3:0 и 0:2         |                                      |
| 1973/74      | Фейенорд               | Тотнъм Хотспър         | 2:0 и 2:2         |                                      |
| 1974/75      | Борусия Мьонхенгладбах | Твенте                 | 0:0 и 5:1         |                                      |
| 1975/76      | Ливърпул               | Клуб Брюж              | 3:2 и 1:1         |                                      |
| 1976/77      | Ювентус                | Атлетик Билбао         | 1:0 и 1:2         |                                      |
| 1977/78      | ПСВ Айндховен          | Бастия                 | 3:0 и 0:0         |                                      |
| 1978/79      | Борусия Мьонхенгладбах | Цървена Звезда         | 1:0 и 1:1         |                                      |
| 1979/80      | Айнтрахт Франкфурт     | Борусия Мьонхенгладбах | 1:0 и 2:3         |                                      |
| 1980/81      | Ипсуич Таун            | АЗ Алкмар              | 3:0 и 2:4         |                                      |
| 1981/82      | Гьотеборг              | Хамбургер              | 1:0 и 3:0         |                                      |
| 1982/83      | Андерлехт              | Бенфика                | 1:0 и 1:1         |                                      |
| 1983/84      | Тотнъм Хотспър         | Андерлехт              | 1:1 и 1:1 (4:3 Д) |                                      |
| 1984/85      | Реал Мадрид            | Видеотон               | 3:0 и 0:1         |                                      |
| 1985/86      | Реал Мадрид            | Кьолн                  | 5:1 и 0:2         |                                      |
| 1986/87      | Гьотеборг              | Дънди Юнайтед          | 1:0 и 1:1         |                                      |
| 1987/88      | Байер Леверкузен       | Еспаньол               | 3:0 и 0:3 (3:2 Д) |                                      |
| 1988/89      | Наполи                 | Щутгарт                | 3:3 и 2:1         |                                      |
| 1989/90      | Ювентус                | Фиорентина             | 3:1 и 0:0         |                                      |
| 1990/91      | Интер                  | Рома                   | 0:1 и 2:0         |                                      |
| 1991/92      | Аякс                   | Торино                 | 0:0 и 2:2         |                                      |
| 1992/93      | Ювентус                | Борусия Дортмунд       | 3:0 и 3:1         |                                      |
| 1993/94      | Интер                  | Аустрия Залцбург       | 1:0 и 1:0         |                                      |
| 1994/95      | Парма                  | Ювентус                | 1:0 и 1:1         |                                      |
| 1995/96      | Байерн Мюнхен          | Бордо                  | 2:0 и 3:1         |                                      |
| 1996/97      | Шалке 04               | Интер                  | 1:0 и 0:1 (4:1 Д) |                                      |
| 1997/98      | Интер                  | Лацио                  | 3:0               | Парк де Пренс, Париж                 |
| 1998/99      | Парма                  | Олимпик Марсилия       | 3:0               | Лужники, Москва                      |
| 1999/00      | Галатасарай            | Арсенал                | 0:0 (4:1 Д)       | Паркен, Копенхаген                   |
| 2000/01      | Ливърпул               | Депортиво Алавес       | 5:4 ПР            | Вестфаленщадион, Дортмунд            |
| 2001/02      | Фейенорд               | Борусия Дортмунд       | 3:2               | Де Куйп, Амстердам                   |
| 2002/03      | Порто                  | Селтик                 | 3:2 ПР            | Естадио Олимпико, Севиля             |
| 2003/04      | Валенсия               | Олимпик Марсилия       | 2:0               | Улеви, Гьотеборг                     |
| 2004/05      | ЦСКА Москва            | Спортинг Лисабон       | 3:1               | Ещадио Жозе Алваладе, Лисабон        |
| 2005/06      | Севиля                 | Мидълзбро              | 4:0               | Филипс Стадион, Айндховен            |
| 2006/07      | Севиля                 | Еспаньол               | 2:2 (3:1 Д)       | Хемпдън Парк, Глазгоу                |
| 2007/08      | Зенит                  | Рейнджърс              | 2:0               | Сити ъф Манчестър, Манчестър         |
| 2008/09      | Шахтьор Донецк         | Вердер Бремен          | 2:1 ПР            | Шукрю Сарачоглу, Истанбул            |
| Лига Европа  |                        |                        |                   |                                      |
| 2009/10      | Атлетико Мадрид        | Фулъм                  | 2:1 ПР            | ХШХ Нордбанк Арена, Хамбург          |
| 2010/11      | Порто                  | Брага                  | 1:0               | Авива Стейдиъм, Дъблин               |
| 2011/12      | Атлетико Мадрид        | Атлетик Билбао         | 3:0               | Национален стадион, Букурещ          |
| 2012/13      | Челси                  | Бенфика                | 2:1               | Амстердам АренА, Амстердам           |
| 2013/14      | Севиля                 | Бенфика                | 0:0 (4:2 Д)       | Ювентус Арена, Торино                |
| 2014/15      | Севиля                 | Днипро                 | 3:2               | Национален стадион, Варшава          |
| 2015/16      | Севиля                 | Ливърпул               | 3:1               | Санкт Якоб Парк, Базел               |
| 2016/17      | Манчестър Юнайтед      | Аякс                   | 2:0               | Френдс Арена, Солна                  |
| 2017/18      | Атлетико Мадрид        | Олимпик Марсилия       | 3:0               | Парк Олимпик Лионе, Лион             |
| 2018/19      | Челси                  | Арсенал                | 4:1               | Олимпийски стадион, Баку             |
| 2019/20      | Севиля                 | Интер                  | 3:2               | Райненергищадион, Кьолн              |
| 2020/21      | Виляреал               | Манчестър Юнайтед      | 1:1 (11:10 Д)     | ПГЕ Арена Гданск, Гданск             |
| 2021/22      | Айнтрахт Франкфурт     | Рейнджърс              | 1:1 (5:4 Д)       | Естадио Рамон Санчес Писхуан, Севиля |
| 2022/23      | Севиля                 | Рома                   | 1:1 (4:1 Д)       | Пушкаш Арена, Будапеща               |
| 2023/24      | Аталанта               | Байер Леверкузен       | 3:0               | Авива Стейдиъм, Дъблин               |
| 2024/25      | Тотнъм Хотспър         | Манчестър Юнайтед      | 1:0               | Сан Мамес, Билбао                    |

## Победители в турнира
Испания – общо 14 пъти
- Севиля – 7 пъти: 2006; 2007; 2014; 2015; 2016; 2020;  2023 (рекордьор)
- Атлетико Мадрид – 3 пъти: 2010; 2012; 2018
- Реал Мадрид – 2 пъти: 1985; 1986
- Валенсия – 1 път: 2004
- Виляреал – 1 път: 2021

 Италия – общо 10 пъти
- Ювентус – 3 пъти: 1977; 1990; 1993
- Интер – 3 пъти: 1991; 1994; 1998
- Парма – 2 пъти: 1995; 1999
- Наполи – 1 път: 1989
- Аталанта – 1 път: 2024

 Англия – общо 10 пъти
- Ливърпул – 3 пъти: 1973; 1976; 2001
- Тотнъм – 3 пъти: 1972; 1984; 2025
- Челси – 2 пъти: 2013; 2019
- Ипсуич – 1 път: 1981
- Манчестър Юнайтед – 1 път: 2017

 Германия – общо 7 пъти
- Борусия Мьонхенгладбах – 2 пъти: 1975; 1979
- Айнтрахт Франкфурт – 2 пъти: 1980; 2022
- Байер Леверкузен – 1 път: 1988
- Байерн Мюнхен – 1 път: 1996
- Шалке 04 – 1 път: 1997

 Нидерландия – общо 4 пъти
- Фейенорд – 2 пъти: 1974; 2002
- ПСВ Айндховен – 1 път: 1978
- Аякс – 1 път: 1992

 Русия – общо 2 пъти
- ЦСКА Москва – 1 път: 2005
- Зенит Санкт Петербург – 1 път: 2008

 Швеция – общо 2 пъти
- ИФК Гьотеборг – 2 пъти: 1982; 1987

 Португалия – общо 2 пъти
- Порто – 2 пъти: 2003; 2011

 Белгия – общо 1 път
- Андерлехт – 1 път: 1983

 Турция – общо 1 път
- Галатасарай – 1 път: 2000

 Украйна – общо 1 път
- Шахтьор Донецк – 1 път: 2009

## Парична награда
Подобно на Шампионската лига на УЕФА, наградите, получени от клубовете, са разделени на фиксирани плащания въз основа на участие и резултати и променливи суми, които зависят от стойността на телевизионните предавания на техните мачове.
За сезон 2020/21 участниците в Лига Европа получава следните парични награди:
- Участие в предварителния кръг: 220 000 евро
- Участие в 1-ви квалификационен кръг: 240 000 €
- Участие във 2-ри квалификационен кръг: 260 000 €
- Участие в 3-ти квалификационен кръг: 280 000 €
- Участие в 4-ти квалификационен кръг: 300 000 € (само за елиминирани клубове)
- Участие в груповия кръг: 3 630 000 €
- Победа в групов кръг: 630 000 €
- Равенство в групов кръг: 210 000 €
- Първо място в групата: 1 100 000 €
- Второ място в групата: 550 000 €
- 1/16 финали: 500 000 евро
- 1/8 финали: 1 200 000 евро
- 1/4 финали: 1 800 000 евро
- 1/2 финали: 2 800 000 евро
- Финалист: 4 600 000 евро
- Победител: 8 600 000 евро

През сезон 2021/22 за участие в груповия етап на Лига Европа наградата е 3 630 000 €. За победа в мач от групата се дават 630 000 евро, а за равен мач 210 000 €. Освен това победител в група печели 1 100 000 €, а вторият отбор 550 000 €. Достигането до елиминационния етап води до допълнителни бонуси: 500 000 € за шестнадесетинафинал, 1 200 000 € за осминафинал, 1 800 000 € за четвъртфинал и 2 800 000 € за полуфинал. Загубилите финалисти получават 4 600 000 €, а шампионите получават 8 600 000 €.

## Топ 50 класиране за всички времена
Информацията е актуална към 7.11.2020 г.
| Позиция | Отбор                  | Мачове | Точки |
| ------- | ---------------------- | ------ | ----- |
| 1       | Интер                  | 218    | 372   |
| 2       | Ювентус                | 162    | 325   |
| 3       | Валенсия               | 184    | 325   |
| 4       | Спортинг Лисабон       | 196    | 319   |
| 5       | Рома                   | 166    | 292   |
| 6       | Андерлехт              | 160    | 265   |
| 7       | Севиля                 | 137    | 261   |
| 8       | Тотнъм Хотспър         | 137    | 260   |
| 9       | Барселона              | 148    | 259   |
| 10      | Аякс                   | 147    | 253   |
| 11      | Ливърпул               | 138    | 250   |
| 12      | Атлетико Мадрид        | 130    | 238   |
| 13      | Кьолн                  | 135    | 235   |
| 14      | Атлетик Билбао         | 147    | 235   |
| 15      | Бенфика Лисабон        | 149    | 232   |
| 16      | Хамбургер              | 128    | 229   |
| 17      | Щутгарт                | 130    | 221   |
| 18      | Бордо                  | 140    | 221   |
| 19      | ПСВ Айндховен          | 138    | 220   |
| 20      | Лацио                  | 133    | 218   |
| 21      | Клуб Брюж              | 156    | 215   |
| 22      | Борисия Мьонхенгладбах | 104    | 202   |
| 23      | Наполи                 | 127    | 201   |
| 24      | Виляреал               | 109    | 201   |
| 25      | Фейенорд               | 130    | 200   |
| 26      | Спартак Москва         | 112    | 198   |
| 27      | Айнтрахт Франкфурт     | 112    | 192   |
| 28      | Фиорентина             | 116    | 189   |
| 29      | АЗ Алкмар              | 111    | 183   |
| 30      | Нюкасъл Юнайтед        | 92     | 180   |
| 31      | Байер Леверкузен       | 106    | 179   |
| 32      | Динамо Загреб          | 138    | 178   |
| 33      | Шалке 04               | 98     | 176   |
| 34      | Порто                  | 106    | 175   |
| 35      | Лийдс Юнайтед          | 99     | 171   |
| 36      | Милан                  | 100    | 171   |
| 37      | Зенит                  | 97     | 170   |
| 38      | Ред Бул Залцбург       | 104    | 169   |
| 39      | Арсенал                | 89     | 165   |
| 40      | Рейнджърс              | 107    | 161   |
| 41      | Динамо Киев            | 108    | 158   |
| 42      | Парма                  | 83     | 157   |
| 43      | Цървена звезда         | 114    | 157   |
| 44      | Вердер Бремен          | 97     | 156   |
| 45      | Олимпик Лион           | 88     | 155   |
| 46      | Стандарт Лиеж          | 119    | 155   |
| 47      | Славия Прага           | 113    | 155   |
| 48      | Байерн Мюнхен          | 82     | 154   |
| 49      | Базел                  | 111    | 153   |
| 50      | Твенте                 | 102    | 147   |

## Спонсорство
Лига Европа на UEFA е спонсорирана от международни корпорации, като споделя едни и същи партньори с турнира UEFA Лига на конференциите.
Сред основните спонсори на турнира за периода 2024-2027 са:
- Just Eat Takeaway[7]
- Hankook[8]
- Engelbert Strauss[9]
- Swissquote[10]
- Kipsta[11]
- Betano[12]